# ヴィクトル・ファイズリン
ヴィクトル・イーゴレヴィチ・ファイズリン（ロシア語: Виктор Игоревич Файзулин、1986年4月22日 - ）は、ロシア・沿海地方、ナホトカ出身の元サッカー選手。現役時代のポジションはMF。

## 来歴

### クラブ
1986年、ロシア極東の沿海地方に属しているナホトカで生まれた。ナホトカにあるスポーツ・スクールを卒業後の2004年、地元のクラブFCオケアン・ナホトカでキャリアをスタートさせた。2004年のシーズン途中でFCSKA-エネルギア・ハバロフスクへ移籍をし、51試合に出場し8得点を挙げた。2007年、ロシア・プレミアリーグに所属しているPFCスパルタク・ナリチクへ移籍をした。2008年、FCゼニト・サンクトペテルブルクへ移籍金200万ユーロで移籍をした。2016年からは怪我のため試合に出場できず、2017-18シーズン終了後に引退した。

### 代表
2004年以来ユースのロシア代表に招集され、スパルタク・ナリチク在籍時の2007年にはU-21の代表にも招集された。U-21では7試合に出場し3得点を挙げている。
2012年8月15日のコートジボワールとの親善試合でフル代表デビュー。翌月7日の2014 FIFAワールドカップ・ヨーロッパ予選の北アイルランド戦で代表初得点となる先制点を挙げた。

## 所属クラブ
- FCオケアン・ナホトカ 2004
- FCSKA-エネルギア・ハバロフスク 2004-2006
- PFCスパルタク・ナリチク 2007
- FCゼニト・サンクトペテルブルク 2008-2018

## 代表歴

### 出場大会
- ロシア代表
  - 2014 FIFAワールドカップ

### 試合数
- 国際Aマッチ 24試合 4得点（2012年-2014年）[4]

| ロシア代表 | 国際Aマッチ | 国際Aマッチ |
| 年         | 出場        | 得点        |
| ---------- | ----------- | ----------- |
| 2012       | 5           | 2           |
| 2013       | 10          | 2           |
| 2014       | 9           | 0           |
| 通算       | 24          | 4           |

## タイトル

### クラブ
- FCゼニト・サンクトペテルブルク
  - ロシア・プレミアリーグ: 3 (2010, 2011-12, 2014-15)
  - ロシア・カップ：2 (2010, 2016)
  - ロシア・スーパーカップ：3 (2008, 2011, 2015)
  - UEFAカップ：1 (2008)
  - UEFAスーパーカップ：1 (2008)